# Conduttore di protezione

Rappresentazione del conduttore di protezione (PE)

Simbolo convenzionale del PE negli schemi elettrici

Il conduttore di protezione, indicato anche dalla sigla PE (dall'inglese: protective earth), è un conduttore impiegato per connettere le masse all'impianto di terra al fine di proteggere dai contatti indiretti. I cavi elettrici impiegati come conduttori di protezione sono identificati dal colore giallo-verde, allo scopo possono essere impiegati anche conduttori nudi ed elementi metallici che non costituiscono una massa

## Dimensionamento
La sezione del conduttore di protezione {\displaystyle S} è definita dalla relazione:
{\displaystyle S={\sqrt {I^{2}t \over K}}}
dove {\displaystyle I} è il valore efficace della massima corrente di guasto, {\displaystyle t} è il tempo di intervento della protezione e {\displaystyle K} un parametro che dipende dai materiali di cui è costituito il cavo di protezione.